# Gobō
Gobō (御坊市, Gobō-shi) est une ville située dans la préfecture de Wakayama, sur l'île de Honshū, au Japon.

## Géographie

### Situation
La ville de Gobō s'étend sur 16,3 km, du nord au sud, et 8,4 km, d'est en ouest, dans l'ouest de la préfecture de Wakayama, sur l'île de Honshū, au Japon.

### Municipalités limitrophes
| Hidaka       | Hidaka       | Hidakagawa |
| Mihama       | Gobō         | Hidakagawa |
| canal de Kii | canal de Kii | Inami      |

### Démographie
Lors du recensement national de 2020, la ville de Gobō rassemblait une population de 23 381 habitants, répartis sur une superficie de 49,91 km2. Par rapport au recensement national publié cinq ans plus tôt, le nombre de résidents de Gobō est en baisse d'environ 5 %,.

### Hydrographie
Le fleuve Hidaka, long de 127 km, traverse, de nord-est en sud-ouest, le centre de Gobō, avant d'atteindre son embouchure dans le canal de Kii,,.

## Histoire
En 1889, au cours de la mise en place du nouveau système d'administration des municipalités élaboré par le gouvernement de Meiji, le village de Gobō est créé par regroupement de plusieurs villages voisins. Il devient un bourg huit ans plus tard. En 1954, le bourg de Gobō obtient officiellement le statut de ville, après fusion de cinq villages voisins et du bourg.

## Économie
La base économique de Gobō est un mélange d'industrie, secteur d'activité le plus important de la ville (ex. : production artisanale de tuiles de mah-jong), de pêche, de tourisme et d'agriculture. La ville est célèbre pour sa culture de fruits et légumes en particulier des pois hollandais.

## Culture locale et patrimoine
Gobō s'étant développée comme ville religieuse, avec le Nishi-Hongan-ji, appartenant au Jōdo shinshū, à Kyoto, elle abrite de nombreux temples, des tombeaux et des ruines historiques.

### Événements
La ville de Gobō est également le cadre de nombreux festivals (matsuri). Le festival le plus important de l'année est celui tenu annuellement au tombeau de Shino Hachiman.

## Transports
La ville de Gobō est desservie par la ligne principale Kisei de la JR West. Sur son territoire, la ligne Kishu Railway, longue de 2,7 kilomètres, relie la gare de Gobō et celle de Nishi Gobō.
La ville est aussi accessible par voie aérienne, via l'aéroport international du Kansai ou l'aéroport de Shirahama.

## Symboles municipaux
Le hibiscus hamabo (ja) est l'arbre symbole de Gobō.